# Dearcmhara
Dearcmhara is een geslacht van de Ichthyosauria dat tijdens de Jura leefde in het gebied van het huidige Schotland. De enige benoemde soort is Dearcmhara shawcrossi.

## Naamgeving
Rond 1959 vond amateurpaleontoloog Brian Shawcross op het eiland Skye, in Bearreraig Bay aan de kust van het noordelijkste schiereiland Trotternish, de resten van een ichthyosauriër. Deze doneerde hij aan het Hunterian Museum alwaar ze prompt vergeten werden, net als de vele fragmenten uit dat land, zich vaak bevindend in particuliere verzamelingen. In 2014 echter besloot een groep paleontologen, de PalAlba group, geërgerd door deze situatie, wat meer aandacht aan zulke vondsten te besteden. Het bleek dat deze specifieke botten een nieuwe soort vertegenwoordigden.
In 2015 werd de typesoort Dearcmhara shawcrossi benoemd en beschreven door Stephen Louis Brusatte, Mark T. Young, Thomas J. Challands, Neil D.L. Clark, Valentin Fischer, Nicholas C. Fraser, Jeff J. Liston, Colin C.J. MacFadyen, Dugald A. Ross, Stig Walsh en Mark Wilkinson. De geslachtsnaam  is het Schots-Gaelisch dearc mhara, uitgesproken als dzjark vara, "zeehagedis". De soortaanduiding eert Shawcross als ontdekker, waarbij hij speciaal geprezen werd om het kosteloos afstaan van zijn vondst aan de wetenschap en anderen opgeroepen werden zijn voorbeeld te volgen. Het was het eerste ichthyosauriërgeslacht op grond van Schotse vondsten benoemd.
Het holotype GLAHM 152378/1 is vermoedelijk gevonden in een laag van de Bearreraig Sandstone Formation die dateert uit het Toarcien-Bajocien, ergens tussen de 175 en 170 miljoen jaar oud. Drie wervels werden geacht van hetzelfde individu afkomstig te zijn maar werden voorzichtigheidshalve buiten het holotype gehouden. Ze kunnen beschouwd worden als paratypen. Het betreft een voorste ruggenwervel, specimen GLAHM 152378/3, en twee voorste staartwervels GLAHM 152378/2 en GLAHM 152378/4.

## Beschrijving
De lengte van Dearcmhara is geschat op 4,3 meter.
De beschrijvers wisten enkele onderscheidende kenmerken vast te stellen. Twee daarvan zijn autapomorfieën, unieke afgeleide eigenschappen. Het opperarmbeen heeft een diepe uitholling in het voorste distale facet. Het opperarmbeen heeft een grote en driehoekige processus supraulnaris.
Verder is er een unieke combinatie van op zich niet unieke kenmerken. Het opperarmbeen heeft een voorste distaal facet aan de voorrand (gedeeld met Temnodontosaurus en sommige Leptonectidae). Het opperarmbeen heeft een ingesnoerde schacht waarbij de voorrand duidelijk uitgehold is maar de achterrand veel minder (gedeeld met Temnodontosaurus en Excalibosaurus). Bij het opperarmbeen is in zijaanzicht de uiterste rand van het facet voor de ellepijp duidelijk hol terwijl de uiterste rand van het facet voor het spaakbeen recht tot licht bol is (gedeeld met Temnodontosaurus en sommige Leptonectidae).
De unieke kenmerken van het opperarmbeen wijzen op vrij zware spieraanhechtingen maar de precieze functie daarvan is onduidelijk.

## Fylogenie
Dearcmhara is basaal in de Neoichthyosauria geplaatst, zij het zonder exacte cladistische analyse. De soort zou buiten de Ophthalmosauridae staan, maar er vermoedelijk nauw aan verwant zijn.